# Miokoviće
Miokoviće en serbe latin et Miokoviq en albanais (en serbe cyrillique : Миоковиће) est une localité du Kosovo située dans la commune/municipalité de Leposavić/Leposaviq, district de Mitrovicë/Kosovska Mitrovica. Selon des estimations de 2009 comptabilisées pour le recensement kosovar de 2011, elle compte 27 habitants, dont une majorité de Serbes.

## Géographie
Miokoviće/Miokoviq est situé à 10 km au nord de Leposavić/Leposaviq, sur les bords de Drenska reka et sur les pentes occidentales des monts Kopaonik.

## Histoire
Le village est mentionné pour la première fois en 1791.

## Démographie

### Évolution historique de la population dans la localité
| 1948 | 1953 | 1961 | 1971 | 1981 | 1991 | 2009 |
| ---- | ---- | ---- | ---- | ---- | ---- | ---- |
| 186  | 191  | 201  | 172  | 111  | 60   | 27   |

|  |